# Mira (kommunhuvudort)
Mira är en kommunhuvudort i Spanien.   Den ligger i provinsen Provincia de Cuenca och regionen Kastilien-La Mancha, i den centrala delen av landet, 210 km öster om huvudstaden Madrid. Mira ligger 862 meter över havet och antalet invånare är 1 208.
Terrängen runt Mira är kuperad åt nordost, men åt sydväst är den platt.Runt Mira är det glesbefolkat, med 17 invånare per kvadratkilometer. Närmaste större samhälle är Camporrobles, 7,9 km söder om Mira. Omgivningarna runt Mira är i huvudsak ett öppet busklandskap.